# Kastell Pojejena
Das Kastell Pojejena ist ein römisches Auxiliar- und Vexillationskastell der Donaulinie des dakischen Limes. Es liegt auf dem Gebiet des zur Gemeinde Pojejena gehörenden gleichnamigen Dorfes im rumänischen Kreis Caraș-Severin im südwestlichen Bereich der Region Banat. Administrativ gehörte der Ort zur Provinz Dacia superior, später zur Dacia Apulensis. Gemeinsam mit insgesamt 277 Stätten des Dakischen Limes wurde das Kastell Pojejena 2024 zum UNESCO-Weltkulturerbe erhoben.

## Lage und Forschungsgeschichte
Im heutigen Siedlungsbild liegt das Bodendenkmal rund 300 m südlich des Drum național 57 bzw. rund 450 m westlich und knapp 150 m nördlich des Drum național 57A, unmittelbar westlich des Cimitirul Ortodox Sarbesc Pojejena (Orthodox-Serbischer Friedhof Pojejenas). Geographisch/topographisch befindet es sich auf einer Hochterrasse am nördlichen Donauufer, knapp 250 m von dessen heutiger Wasserlinie entfernt und knapp 25 Meter oberhalb des Wasserspiegels. Vor der Errichtung des Kraftwerks Eisernes Tor 1 und seines Staudamms – und damit auch in antiker Zeit – war die Entfernung zum Donauufer mindestens doppelt so weit, und auch die Höhendifferenz zum Wasserspiegel war deutlich größer. Im Norden grenzen die Ausläufer der Vršačke Planine, eines Teils des Banater Gebirges (und damit der Westrumänischen Karpaten), an das Gebiet. Im Osten wird es durch den Bach Pojejena begrenzt.
Die antike Identität des Ortes war bereits von Luigi Ferdinando Marsigli 1699 entdeckt worden. Erste wissenschaftliche Ausgrabungen wurden aber erst in den 1970er Jahren unter der Leitung von Ovidiu Bozu und Nicolae Gudea durchgeführt. In ihren Publikationen beklagten sich die Wissenschaftler immer wieder über Steinraub, Raubgrabungen, Konflikte mit Grundbesitzern und vor Ort landwirtschaftlich tätigen Winzern, sowie eine gewisse Ignoranz der örtlichen Bevölkerung dem Bodendenkmal gegenüber. Nicht invasive, geophysikalische Forschungen erfolgten dann in den 2000er Jahren, insbesondere durch Călin Timoc vom Banater Nationalmuseum in Timișoara und Emil Jęczmienowski von der Universität Warschau.

## Historische Hintergründe
Die Einrichtung der moesischen Provinzen im Laufe des ersten Jahrhunderts unserer Zeitrechnung und die Anlage einer befestigten Grenze am Südufer der Donau gab dem Imperium die Gelegenheit, sich auch am nördlichen Flussufer zu etablieren, indem es „Brückenkopf“-Befestigungen errichtete, die eine bessere Kontrolle der Schifffahrt gewährleisteten, aber auch schnellere militärische Interventionen auf dakischem Gebiet ermöglichten. Es scheint möglich, dass die nur sieben Kilometer entfernt liegende dakische Festung Divici im Rahmen einer solchen Intervention zerstört wurde.
In der Zeit der Dakischen Provinzen war Pojejena ein Binnenkastell an der innerrömischen Grenze zwischen Dacia und Moesia. Auch nach dem Abzug der Römer aus Dakien unter Aurelian (271–275) wurden nicht alle Gebiete auf dem nördlichen Donauufer geräumt. Es verblieben wieder einige Brückenköpfe, zu denen möglicherweise auch Pojejena gehörte, das noch bis Ende des vierten/Beginn des fünften Jahrhunderts besiedelt und vielleicht auch militärisch belegt war. Diese Hypothese ist in der rumänischen Archäologie jedoch nicht unumstritten. Archäologische Nachweise für spätantike Gebäude fehlen. Andererseits wurde in einem der Horrea (siehe unten) eine zwischen 350 und 355 geprägte Münze des Constantius II. (337–361) gefunden und bei Feldbegehungen Keramik des vierten Jahrhunderts geborgen.

## Archäologische Befunde

### Kastell
Das Kastell hat einen rechteckigen Grundriss im typischen Spielkartenformat und ist mit seiner Prätorialfront nach Osten hin ausgerichtet. Es konnten zwei Bauphasen differenziert werden. Auf ein kleineres Holz-Erde-Lager aus der zweiten Hälfte des ersten Jahrhunderts folgte vermutlich um die Mitte des zweiten Jahrhunderts (möglicherweise aber auch schon unter Hadrian) ein größeres Steinkastell. Die ältere Forschung schloss nicht aus, das auch das größere Steinkastell noch einen Vorgängerbau in Holz-Erde-Bauweise gehabt haben könnte. Auf seiner Südseite waren die Befunde des Kastells durch eine Kombination aus natürlicher Erosion und jahrhundertelangen landwirtschaftlichen Aktivitäten so sehr gestört, dass nur noch Untersuchungen mit zum Teil unbefriedigenden Ergebnissen durchgeführt werden konnten, insbesondere was die frühe Kastellbauphase betrifft.

#### Holz-Erde-Lager
Das Holz-Erde-Lager bedeckt mit seinen Abmessungen von rund 120 m mal 140 m eine Fläche von 1,68 Hektar. Umwehrt ist es mit einem Holz-Erde-Wall, vor dem sich als Annäherungshindernis ein Doppelgraben befindet. Der innere Graben ist vier bis fünf Meter breit, im Abstand von drei bis vier Metern folgt ein fünf bis sieben Meter breiter äußerer Graben. Beide Gräben waren bis zu zweieinhalb Meter tief.

#### Steinkastell
In seiner zweiten Bauphase wurde das Lager (außer zur Südseite hin) an allen Seiten deutlich erweitert, so dass sich nun Abmessungen von 148 m mal 185 m und eine Grundfläche von 2,74 Hektar ergeben. Als Schutz diente nun eine in der Technik des Opus incertum konstruierte Steinmauer, vor der, nach einer 1,5 m bis 2,0 m breiten Berme, ein einfacher 6,0 m bis 7,0 m breiter und 1,8 m tiefer Spitzgraben verläuft. Auf der Innenseite der Mauer befand sich ein bis zu 6,7 m breiter Agger. Unmittelbar hinter dem Agger verläuft die drei bis vier Meter breite, gepflasterte Via sagularis (Lagerringstraße). Das Kastell ist mit vier Toren versehen, deren Porta praetoria zwar nicht ergraben werden konnte, sich aber auf den geophysikalischen Aufnahmen darstellt. Die Durchlassbreiten der untersuchten Tore betrug 3,25 m bis 3,55 m. Alle Tore sind von Tortürmen flankiert, die geringfügig (0,4 m bis 0,5 m) nach außen vorspringen. Die Grundrisse der Tortürme sind rechteckig bei Seitenlängen zwischen vier und fünf Metern, die rückwärtigen Zugänge sind einen Meter breit. Vermutlich alle vier Ecken der Mauer sind mit trapezförmigen, vollständig innen liegenden Ecktürmen ausgestattet. Es konnten jedoch nur der Nordostturm ergraben und der vermutlich stark zerstörte Nordwestturm geophysikalisch vermessen werden. Die Front des Nordostturms war 4,5 m, die Rückseite 3,0 m breit, während sich die Maße der Längsseiten auf jeweils 4,0 m beliefen. Spuren von Zwischentürmen fehlen vollständig.
Im Inneren des Kastells konnten geophysikalisch die Principia, zwei Horrea und einige Mannschaftsbaracken sowie die Lagerstraßen identifiziert werden. Bezüglich des Praetoriums herrscht eine gewisse Unsicherheit.
Die Principia, das Stabsgebäude, nehmen mit ihren Abmessungen von 35 m mal 37 m eine Fläche von 1295 m² in Anspruch. Sie liegen nicht in der Mittelachse des Kastells, sondern sind aus dieser heraus deutlich nach Süden verschoben. Diese Verschiebung könnte dadurch verursacht worden sein, dass sie genau im Zentrum des ersten Kastells, an der Stelle ihres Vorgängerbaus errichtet wurden. An ihrer Front längs der Via principalis verlief möglicherweise eine drei Meter tiefe Portikus, durch die man ein 35 m mal 18 m (= 630 m²) großes Atrium betrat, an das sich eine 35 m mal 16 m (= 560 m²) messende Basilika anschloss. Abgeschlossen wurde der Gebäudekomplex mit einer Flucht aus fünf Räumen, deren mittlerer und größter (7 m mal 7 m = 49 m²) als Fahnenheiligtum (Aedes) interpretiert wurde.
Unmittelbar an der Porta praetoria, rechts und links der Via praetoria, liegen zwei Gebäude, die als Horrea angesprochen wurden. Sie messen 17 m mal 12 m (= 204 m²) und 17,5 m mal 11 m (= 192,5 m²) und weisen mit ihren Schmalseiten zur Via praetoria. Die geophysikalischen Aufnahmen zeigen, dass die Wände beider Gebäude mit Strebepfeilern stabilisiert worden sind. Ein Testschnitt wies 80 cm dicke Mauern in der Technik des Opus incertum nach, sowie 60 cm mal 60 cm mächtige Strebepfeiler auf 1,0 m mal 1,0 m messenden Fundamenten. Die Aufnahmekapazität der beiden Horrea wurde auf insgesamt rund 233 Tonnen Getreide berechnet.
In der Praetentura (vorderer Lagerteil) zeigen sich in den Aufnahmen insgesamt vier Mannschaftsbaracken, drei im Latus sinistrum (linke Lagerhälfte) und eine im Latus dextrum. Zwei der drei Gebäude im Latus sinistrum sind Doppelbaracken, die andere dort und die im Latus dextrum sind Einzelbaracken. Alle weisen mit ihren Schmalseiten nach Norden bzw. Süden. Die Doppelbaracken messen etwa 55/56 m mal 16/17 m (zwischen 880 m² und 952 m²), die Einzelbaracken sind nur 7,5 m bis 8,0 m breit und umfassen nur 412,5 m² bis 448 m².
Ein mögliches Praetorium (Wohnhaus des Kommandanten) wurde im Latus dextrum der Praetentura, schräg gegenübder den Principia ausgemacht. Allerdings sind die Konturen dieses Gebäudes auf den Aufnahmen so undeutlich, dass keine sicheren Aussagen zu seiner Größe und Struktur gemacht werden können.
Die Via sagularis wurde oben bereits beschrieben. Von den anderen Straßen konnte am besten die ebenfalls drei bis vier Meter breite Via principalis (Lagerquerstraße) identifiziert werden, während der Verlauf der Via praetoria (Lagerhauptstraße) nicht ganz klar ist. Sie scheint nicht rechtwinklig zur Via principalis, sondern diagonal von der Symmetrieachse des Kastells weg zu verlaufen, vermutlich damit sie von der Porta praetoria aus den Eingang der nach Süden verschobenen Principia erreichen konnte. Hinter der Westmauer der Principia konnte ein kurzes Stück der zwei bis drei Meter breiten Via decumana (rückwärtige Lagerstraße) identifiziert werden. Ferner wurden Spuren von parallel zu den Hauptstraßen verlaufenden Nebenwegen beobachtet.

### Truppen
Epigraphisch sind drei bis vier verschiedene Einheiten in Pojejana belegt: zwei Legionsvexillationen und eine bis zwei Auxiliartruppen.
- Eine Vexillation der Legio IIII Flavia Felix[4] scheint die erste in Pojejena stationierte Einheit gewesen zu sein. Epigraphisch ist sie für die trajanische Zeit nach den Dakerkriegen (106–117) nachgewiesen. Sie hatte am ersten Dakerkrieg unter Manius Laberius Maximus teilgenommen und verblieb nach dem zweiten Krieg als Besatzungsmacht in dem neu gewonnenen Land. Ihr Hauptquartier war das Legionslager Berzovia. Ihre primäre Aufgabe bestand in der Überwachung der Donausüdstraße und des Passes am Eisernen Tor, was die Anwesenheit einer ihrer Vexillationen in Pojejena erklärt. Spätestens unter Hadrian im Jahr 119 wurde sie abgezogen.

- Vermutlich wurde die Legio IIII von der Cohors V Gallorum[2], abgelöst, einer Infanteriekohorte mit einer Sollstärke von 480 Mann. Diese hatte ebenfalls an den Dakerkriegen teilgenommen und war vom frühen ersten Jahrhundert bis in die erste Hälfte des dritten Jahrhunderts in der Dacia Superior bzw. Apulensis sowie in der Moesia inferior stationiert. Die epigraphischen Zeugnisse aus Pojejena belegen ihre Anwesenheit dort von 138 bis 160. Der letzte Nachweis in ihrem dakisch/moesischen Aktionsraum datiert auf die Jahre 211/217.

- Die Legio VII Claudia[5] war schon früh, möglicherweise bereits unter Claudius (41–54), spätestens aber unter Nero (54–68) im Donauraum stationiert worden. Um 69/70 schützte sie unter dem Statthalter Gaius Fonteius Agrippa die Grenze gegen Angriffe der Daker und Sarmaten, kämpfte von 86 bis 89 im Dakerkrieg des Domitian (81–96) und nahm im Jahr 88 unter dem Statthalter Lucius Tettius Iulianus an der ersten Schlacht von Tapae teil. Von Trajan wurde sie zur Vorbereitung der Dakerkriege herangezogen, so waren ihre Pioniere am Bau der Straße durch die felsigen Steilhänge des Eisernen Tores und der so genannten Trajansbrücke bei Drobeta beteiligt. Sie nahm auch kämpfend an beiden trajanischen Dakerkriegen teil. Anschließend wurde sie in den Osten des Reiches verlegt, bis die Markomannenkriege (166–180) ihre neuerliche Anwesenheit im Donauraum erforderlich machte. In der ersten Hälfte des dritten Jahrhunderts nahm sie wieder an Feldzügen im Osten teil. Ab der Mitte des Jahrhunderts ist zumindest eine ihrer Vexillationen wieder an der Donau, wo sie an den Abwehrkämpfen der Kaiser Philippus Arabs (244–249), Decius (249–251), Gallienus (253–268) und Claudius Gothicus (268–270) gegen Karpen, Goten und andere beteiligt war. Die Epigraphik-Datenbank Clauss-Slaby sieht eine ihrer Vexillationen im 4. Jahrhundert in Pojejena, spätestens ab dem 5. Jahrhundert befand sich das Hauptquartier der Legion in Cuppae, dem heutigen serbischen Golubac.[12][15][16]

- Eine vereinzelte Inschrift der Ala I Tungrorum Frontoniana[3] in Kombination mit einem beim rund 50 km entfernt liegenden Kastell Vršac gefundenen Grabstein[17] allein spricht nicht zwingend dafür, dass diese Truppe als Stammeinheit in Pojejena stationiert gewesen sein könnte. Die Ala war an den trajanischen Dakerkriegen beteiligt und anschließend in der Provinz Dacia Porolissensis stationiert, so dass es verschiedene Gründe geben mag, wie diese einzelne Inschrift nach Pojejena gelangt sein kann. Emil Jęczmienowski will jedoch, wie auch Florin Matei-Popescu and Ovidiu Țentea,[18] einen temporären Aufenthalt dieser Einheit in Pojejena nicht ausschließen, wobei er sich auf die Größe des Steinkastells bezieht, die für eine Ala angebrachter sei als für eine Cohors quingenaria.[19]

### Vicus
Der Vicus entwickelte sich hauptsächlich südlich des Kastells bis an das Donauufer, wo er bis zur Spätantike Bestand hatte. Er erstreckt sich längs einer Straße, die von der Porta principalis dextra bei einem Gefälle von 6° bis 7° zum Donauufer hin führt, wo sich ein heute überfluteter kleiner Hafen befand. Die Bebauung besteht weitestgehend aus Streifenhäusern, deren Längsseiten parallel zur südlichen Lagerbegrenzung verlaufen und die mit ihren Schmalseiten zur Straße hin ausgerichtet sind. Auch westlich des Militärlagers konnten vor der Porta decumana mittels Bodenwiderstandsmessungen entlang der Straße Richtung Kastell Banatska Palanka die Spuren mehrerer Streifenhäuser identifiziert werden, deren Schmalseiten zur Straße hin orientiert sind.
Östlich des Kastells hingegen beginnen direkt hinter der Porta praetoria längs der Richtung Dierna führenden Straße die Gräberfelder. Die Nordseite des Kastells scheint ebenfalls frei von Wohnbebauung zu sein, allerdings zeigen sich Anomalien auf den Aufnahmen, die für ein mögliches, vom Bach Radimna im Nordwesten heranführendes Aquädukt zu sprechen scheinen.
Einen interessanten Aspekt zu den Ernährungsgewohnheiten der Militärs und der Vicani liefert Georgeta El Susi vom Institutul de Arheologie "Vasile Pârvan" (Archäologisches Institut Vasile Pârvan) der Rumänischen Akademie in Bukarest, indem sie die Unterschiede zwischen den Knochenfunden in Pojejena und (unter anderem) in der dakischen Festung Divici beleuchtet. Der Anteil von Fischen und Vögeln war in beiden Fällen geringfügig bis marginal (6,0 % bei den Römern und 0,2 % bei den Dakern), die Säugetiere teilten sich wie folgt auf:
| Spezies       | Pojejena | Divici |
| Rinder        | 35,8 %   | 11,2 % |
| Schweine      | 20,9 %   | 39,7 % |
| Schafe/Ziegen | 17,0 %   | 15,6 % |
| Pferde        | 02,5 %   | 03,7 % |
| Hunde         | 01,7 %   | 01,0 % |
| Esel          | 00,4 %   | 00,0 % |
| Wild          | 21,3 %   | 28,4 % |
| Summe         | 99,6 %   | 99,6 % |

## Fundverbleib und Denkmalschutz
Viele der Funde befinden sich in der Sektion Archäologie des Muzeul Național al Banatului (Nationalmuseum des Banats).
Die archäologische Stätte ist nach dem 2001 verabschiedeten Gesetz Nr. 422/2001 als historisches Denkmal unter Schutz gestellt. Das Gelände ist mit dem LMI-Code CS-I-s-A-10866 in der nationalen Liste der historischen Monumente (Lista Monumentelor Istorice) eingetragen. Der entsprechende RAN-Code lautet 53522.01. Zuständig ist das Ministerium für Kultur und nationales Erbe (Ministerul Culturii și Patrimoniului Național), insbesondere das Generaldirektorat für nationales Kulturerbe, die Abteilung für bildende Kunst und die Nationale Kommission für historische Denkmäler sowie weitere, dem Ministerium untergeordnete Institutionen. Ungenehmigte Ausgrabungen sowie die Ausfuhr von antiken Gegenständen sind in Rumänien verboten. 2014 wurde das Gelände zusätzlich in das UNESCO-Weltkulturerbe aufgenommen.